# 阿河 (韋勒河支流)
52°7′25″N 8°40′13″E / 52.12361°N 8.67028°E

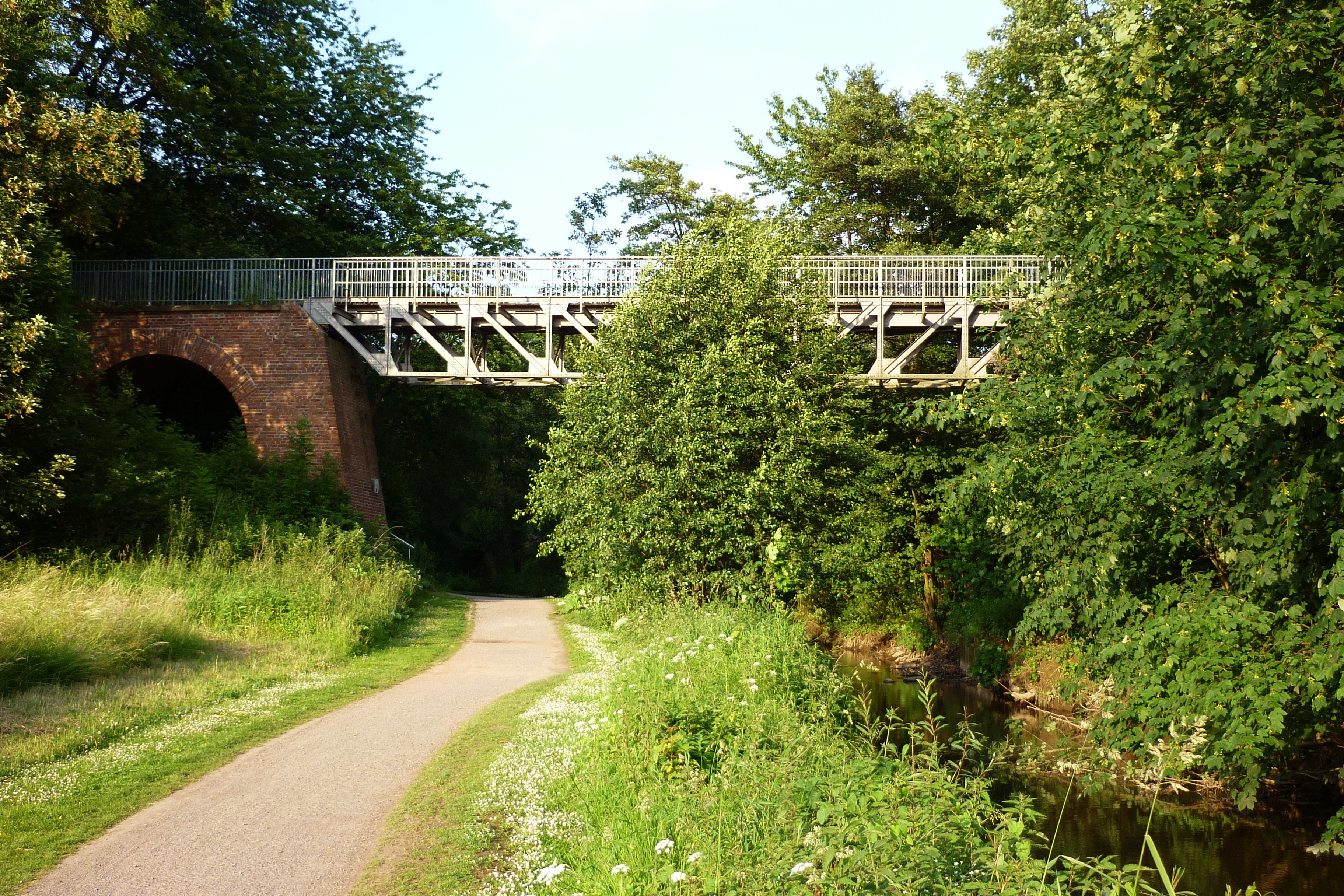

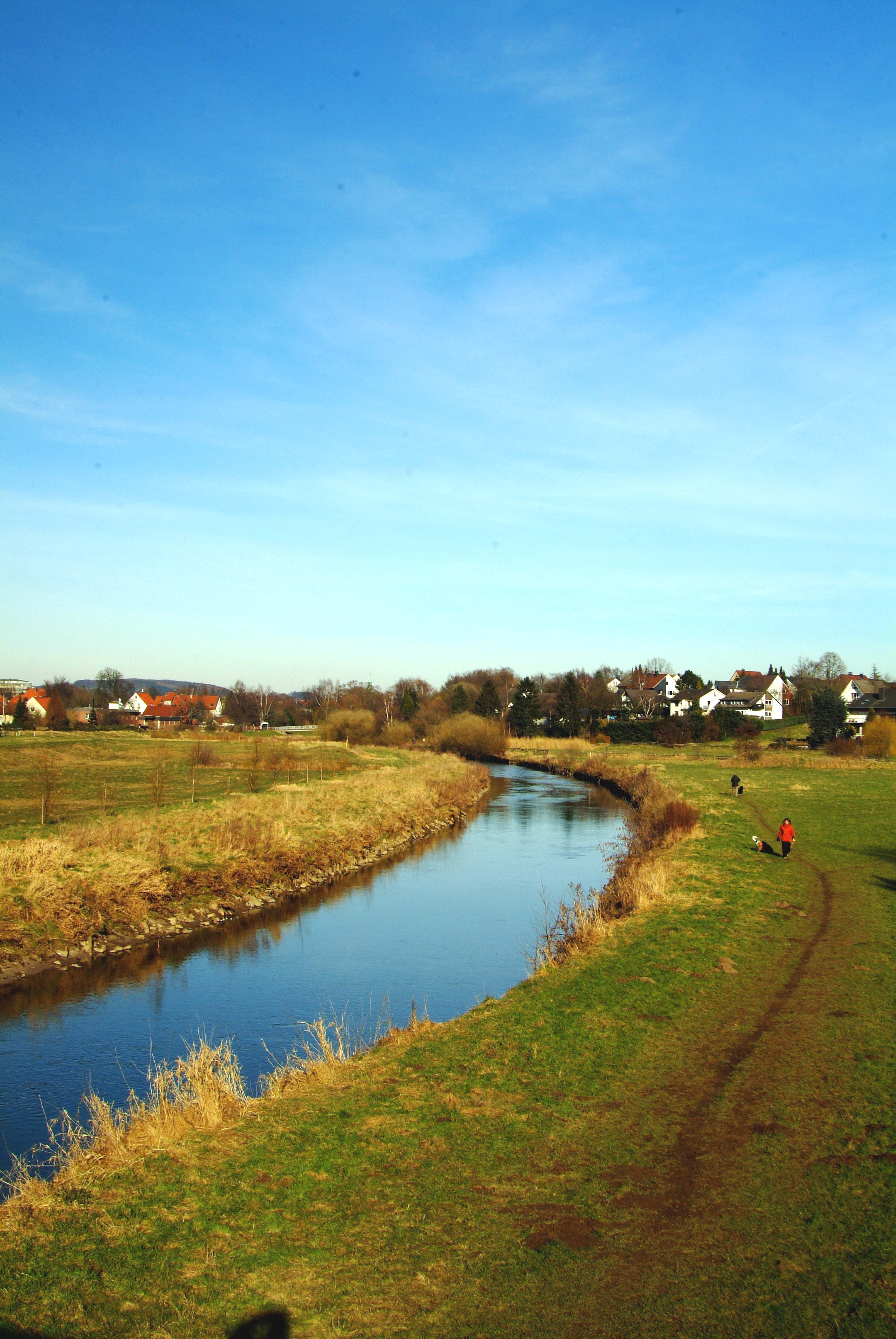

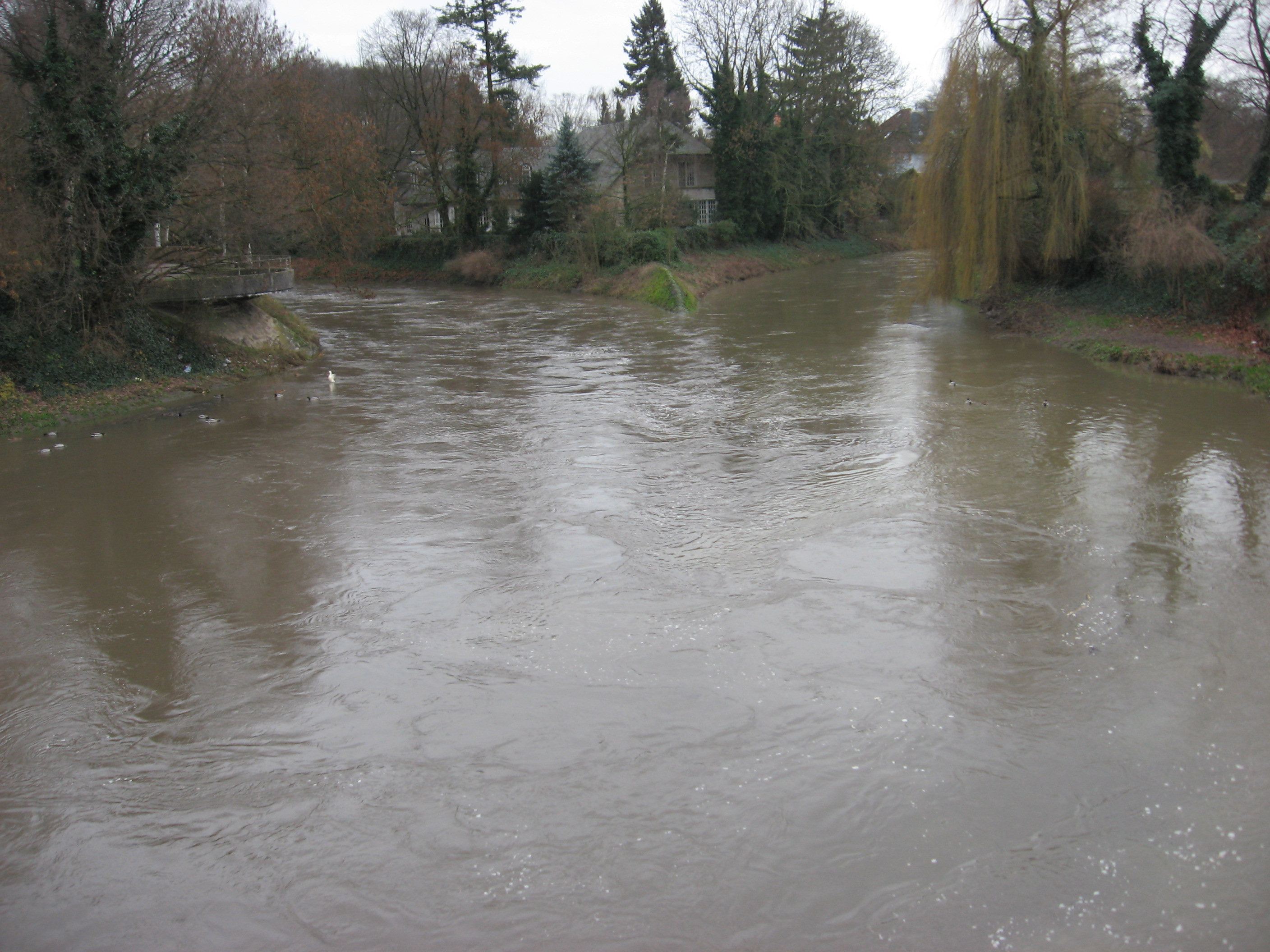

阿河（德語：Aa），是德國的河流，位於該國西部，處於北萊茵-威斯特法倫州，屬於韋勒河的左支流，河道全長26公里，流域面積254平方公里，河口處在黑爾福德。